# Ударная техника

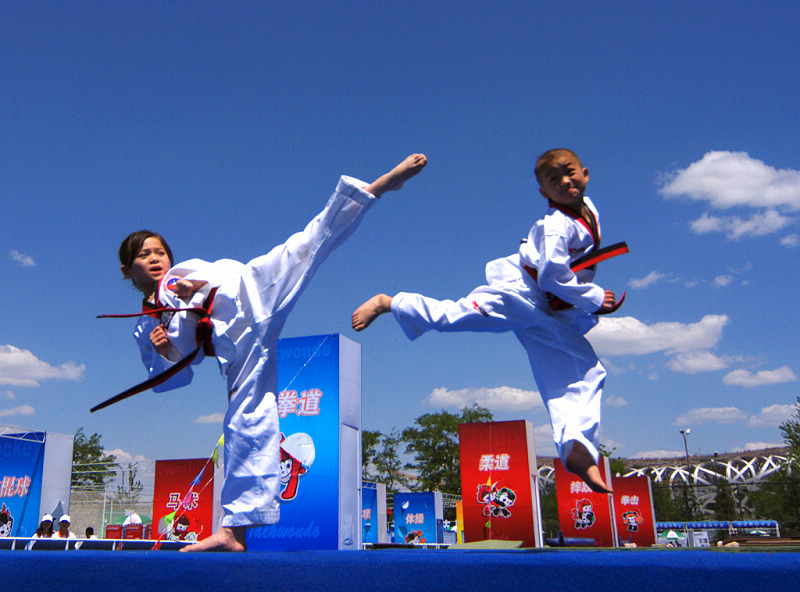
Китайские дети демонстрируют ударное искусство тхэквондо.

Ударная техника — это совокупность средств, способов и методов выполнения удара, являющаяся предметом изучения в боевых искусствах. Её стилевой противоположностью является техника борьбы.

## Принципы ударной техники
В различных боевых искусствах по-разному преподаётся ударная техника. Принципы маневрирования, защиты и наступления кое-где сильно отличаются друг от друга в зависимости от стиля ведения боя: есть очень динамичная ударная техника с большим количеством передвижений (например, ушу и тхэквондо) и есть техника нанесения ударов с минимальным маневрированием (например, прадал серей и тайский бокс); есть единоборства, которые предусматривают открытую стойку (например, карате и джиткундо) и боевые искусства, в которых стойка бойца является хорошо защищённой (например, бокс и кикбоксинг).
В зависимости от традиций единоборства, его правил, и соответственно поставленной задачи, исполняемый удар может быть одиночным или серийным, наноситься по конечностям (в туловище, голову), выполняться с места, с шагом, с разворота или в прыжке, также может применяться в стойке или в партере.

### Принципы маневрирования
Маневрирование играет в ударной технике особую роль, поскольку позволяет эффективно изменять дистанцию ведения боя, вовремя отступать во время атаки ударами, и так же вовремя наступать на соперника. Правильное маневрирование увеличивает эффективность выполняемых ударов, расширяет возможности ударника, позволяет применять сложную технику. Основные принципы маневрирования: 1) все передвижения начинаются с движения той ногой, которая является ближней к направлению движения, а само движение начинается с толчка дальней ногой; 2) шаги или прыжки должны быть условно равной длины, что обеспечивает равновесие и сохранение боевой стойки; 3) постановка ноги при маневрировании должна осуществляться таким образом, чтобы тяжесть распределялась по передней части стопы; 4) передвижения должны осуществляться таким образом, чтобы исключить перекрещивание ног или сопоставления их вместе.

### Принципы защиты
Защита — это совокупность технических действий, выполнение которых дает возможность избежать ударов соперника. Различают простую и комбинированную защиту. Простая защита включает в себя одно техническое действие, а комбинированная — несколько, объединённых в комбинацию.
Основные виды защиты:
- Защита уходом (отскоком) — это способ перемещения, позволяющий избежать ударов соперника; выполняется путём разрывания или сокращения дистанции, уходом по или с линии атаки.
- Защита уклоном (нырком) — это способ наклона туловища, позволяющий избежать ударов соперника; выполняется с места, без осуществления перемещений.
- Защита подставкой — это способ избегания значительного ущерба от ударов соперника путём подставления определённых, менее уязвимых для удара, частей тела; выполняется таким образом, чтобы встретить удар в его конечной точке.
- Защита блоком (отражением) — это способ избегания значительного ущерба от ударов соперника путём их блокирования или отражения определёнными, менее уязвимыми для удара, частями тела. Блок выполняется таким образом, чтобы встретить удар в ходе его исполнения и отвести или нивелировать его.

### Принципы наступления
Наступательные действия являются совокупностью подготовительных действий с атакующими действиями, и включают в себя маневрирование, защиту, атаки и контратаки.
Атака — основное средство для достижения победы в поединке, и способ реализации ударной техники. Кроме основной цели, — нанесение ущерба противнику, — атака может осуществляться с целью принудить противника к определенным действиям. Атака может быть ложной (ошибочной) и действительной. Действительная атака должна быть хорошо подготовленной, своевременной и решительной. Нарушение этих принципов наступления угрожает тому, кто атакует, и ставит его в невыгодную ситуацию.
Контратака — это средство погашения ударной активности противника. Контратака включает в себя выполнение ударов в ответ, а также на опережение или навстречу. Контрудар в ответ — это удар или серия ударов, выполненных после защитного действия, в ответ на атаку соперника. Удар на опережение или навстречу, то есть контрудар, предполагает опережение атаки соперника, которая уже началась.

## Типы ударной техники

### Ударная техника рук
Ударная техника рук является комплексом приемов и методов нанесения ударов руками (подробнее…).

### Ударная техника ног
Ударная техника ног является комплексом приемов и методов нанесения ударов ногами (подробнее…).

## Традиции ударной техники в боевых искусствах

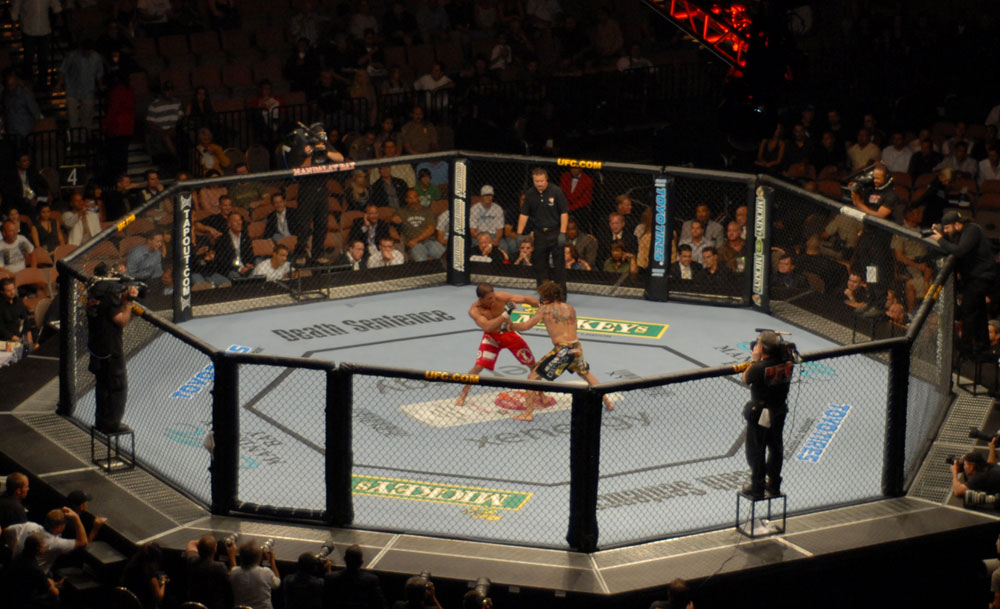
Смешанные единоборства. Соревнования чемпионата UFC.

Особенности той или иной ударной техники тесно связаны с традициями этноса, в котором они возникли. А на эффективность ударной техники влияла и влияет принадлежность единоборства к определённому слою населения. Так, например, боевые искусства, возникшие из необходимости самозащиты в бедных и зависимых слоях общества, имели более простую и часто более эффективную технику нанесения ударов, чем те, что были изобретены для развлечения или расцветки досуг обеспеченного и властного социального слоя. В частности технический арсенал единоборств европейской интеллигенции, — английского и французского бокса, уступает эффективностью боевым искусствам азиатских солдат и крестьян, таким как Муай Боран, тайский бокс или лэхвей. Большое значение в развитие ударной техники внесла конкуренция между популярными боевыми искусствами и их адептами. Конкуренция между школами и стилями ударной техники в современный период решается путем соревнований по смешанным правилам. Современные чемпионаты по смешанным боевым искусствам (например, UFC, Strikeforce и К-1) позволяют выявить наиболее эффективную ударную технику и сильнейших представителей конкретного стиля. Среди боевых искусств, которые целиком состоят из ударной техники являются также и олимпийские единоборства — бокс и тхэквондо.
Некоторые боевые искусства сочетают культурные традиции с воинственными традициями: так, например, украинский боевой гопак и бразильский капоэйра сочетают элементы ударной техники с традициями танца. Особенно мощными ударами ног традиционно отличаются азиатские боевые искусства ушу, каратэ и тхэквондо, в которых используются техники кругового и вращательного нанесения ударов. Нетрадиционную и мощную ударную технику рук имеет российская боевая система самбо, что максимально эффективно использует одиночные удары, основанные на крутящем моменте. Колоссальный разрушительный потенциал таят в себе техники тайского бокса и лэхвей, которые используют наиболее разительные ударные поверхности человеческого тела — локти и колени. Ударные техники травматического влияния практикует израильское искусство крав-мага, ударные техники летального воздействия изучают древнее японское ниндзюцу и молодое корейское хапкидо.